# Margaux Pinot
Margaux Pinot (Besançon, 6 gennaio 1994) è una judoka francese.

## Palmarès
- Mondiali

Tokyo 2019: argento nella gara a squadre e bronzo nei 70 kg.
- Giochi europei

Minsk 2019: oro nei 70 kg e bronzo nella gara a squadre.
- Europei

Kazan' 2016: bronzo nella gara a squadre.
Varsavia 2017: oro nella gara a squadre e argento nei 63 kg.
Praga 2020: oro nei 70 kg.
- Giochi del Mediterraneo

Tarragona 2018: bronzo nei 70 kg.
- Universiadi

Gwangju 2015: bronzo nei 70 kg.
- Mondiali juniores

Lubiana 2013: bronzo nei 70 kg.
- Europei Under-20

Lommel 2011: oro nei 63 kg.
Parenzo 2012: oro nei 63 kg.
- Europei cadetti

Capodistria 2009: oro nei 57 kg.
Teplice 2010: argento nei 63 kg.

### Vittorie nel circuito IJF
| Data            | Località  | Paese               | Categoria  |
| --------------- | --------- | ------------------- | ---------- |
| 2 aprile 2016   | Samsun    | Turchia             | Grand Prix |
| 14 maggio 2016  | Almaty    | Kazakistan          | Grand Prix |
| 27 ottobre 2018 | Abu Dhabi | Emirati Arabi Uniti | Grand Slam |
| 8 marzo 2019    | Marrakech | Marocco             | Grand Prix |